# Cyrill von Gortyna
Cyrillus, auch Cyrillos, Cyril oder Kyril († im 3. Jahrhundert n. Chr.) war ein Bischof von Gortyna auf der Insel Kreta, Griechenland. Er wurde seit dem frühen Mittelalter als Märtyrer verehrt. Die Überlieferung ist höchst unklar und widersprüchlich.

## Leben
Nach der Legende liebte Cyrillus von frühester Kindheit an das Wort Gottes. Er wurde früh Bischof und hatte dieses Amt 50 Jahre inne. Noch im Alter von 84 Jahren soll er gefangen genommen worden sein. Cyrillus wurde vor den Statthalter Lucius geführt und von diesem zum Feuertod verurteilt. Das Feuer konnte ihm jedoch angeblich nichts anhaben. Unter den römischen Kaisern Decius oder Maximian soll er dann schließlich enthauptet worden sein. Nach einer anderen Version soll er im Jahr 828 von spanischen Muslimen, die auf der Insel Kreta Kolonien angelegt haben sollen, getötet worden sein. Sein Gedenktag ist der 9. Juli. Cyrillus ist neben dem Heiligen Georg der Schutzpatron des Klosters St. Georgen. Bei der Umsiedlung des Konvents vom Hohentwiel nach Stein am Rhein um 1005 wurden die Reliquien der beiden Heiligen von dem verlassenen Altar in die neue klösterliche Stätte überführt.